# Veronica Cremasco
Pour les articles homonymes, voir Cremasco.
Veronica Cremasco (Liège, le 28 mars 1975) est une femme politique belge, membre d'Ecolo.

## Biographie
Veronica Cremasco naît à Liège le 28 mars 1975 et grandit à Saint-Nicolas. Elle est la fille d'un ouvrier à Cockerill et d'une institutrice. Elle obtient son diplôme d'Ingénieur civil architecte de l'Université de Liège en 1998 avec la Plus Grande Distinction. De 1999 à 2003, elle est boursière du FNRS (Fonds National de la Recherche Scientifique) et travaille sur la qualité sociale, environnementale et économique des grands projets urbains. 
Depuis 2003, Veronica Cremasco est ingénieur de recherches à l'ULg et travaille sur des projets européens visant à promouvoir le développement durable du territoire. Elle a été nommée experte pour la Belgique au sein de trois actions européennes COST (Coopération européenne dans les champs Scientifique et Technique) axées sur le Génie Civil Urbain. Elle participe également à des projets régionaux pour le LEPUR - CPDT sur l'urbanisme et l'architecture durables, la politique de la ville en région wallonne et les paysages de l'entre Vesdre et Meuse.
En 2006, Veronica Cremasco est élue conseillère communale à Liège. De 2009 à 2014, elle est élue députée wallonne. Elle quitte son poste de conseillère communale et ses recherches à l'université pour se consacrer à son mandat de députée. En mai 2019, elle est à nouveau élue députée au Parlement de Wallonie et devient Présidente de la Commission de l'économie, de l'aménagement du territoire et de l'agriculture au Parlement de Wallonie. En septembre 2021, elle intègre la commission d'enquête parlementaire sur les inondations de juillet 2021.

## Mandats politiques
- Conseillère communale de Liège (décembre 2006-juin 2009)
- Députée au Parlement wallon (2009-2014; 2019-2024)
- Députée au Parlement de la Fédération Wallonie-Bruxelles (2019-2024)

## Décoration
- Chevalier de l'ordre de Léopold (2024)[1].